# 马颈圈

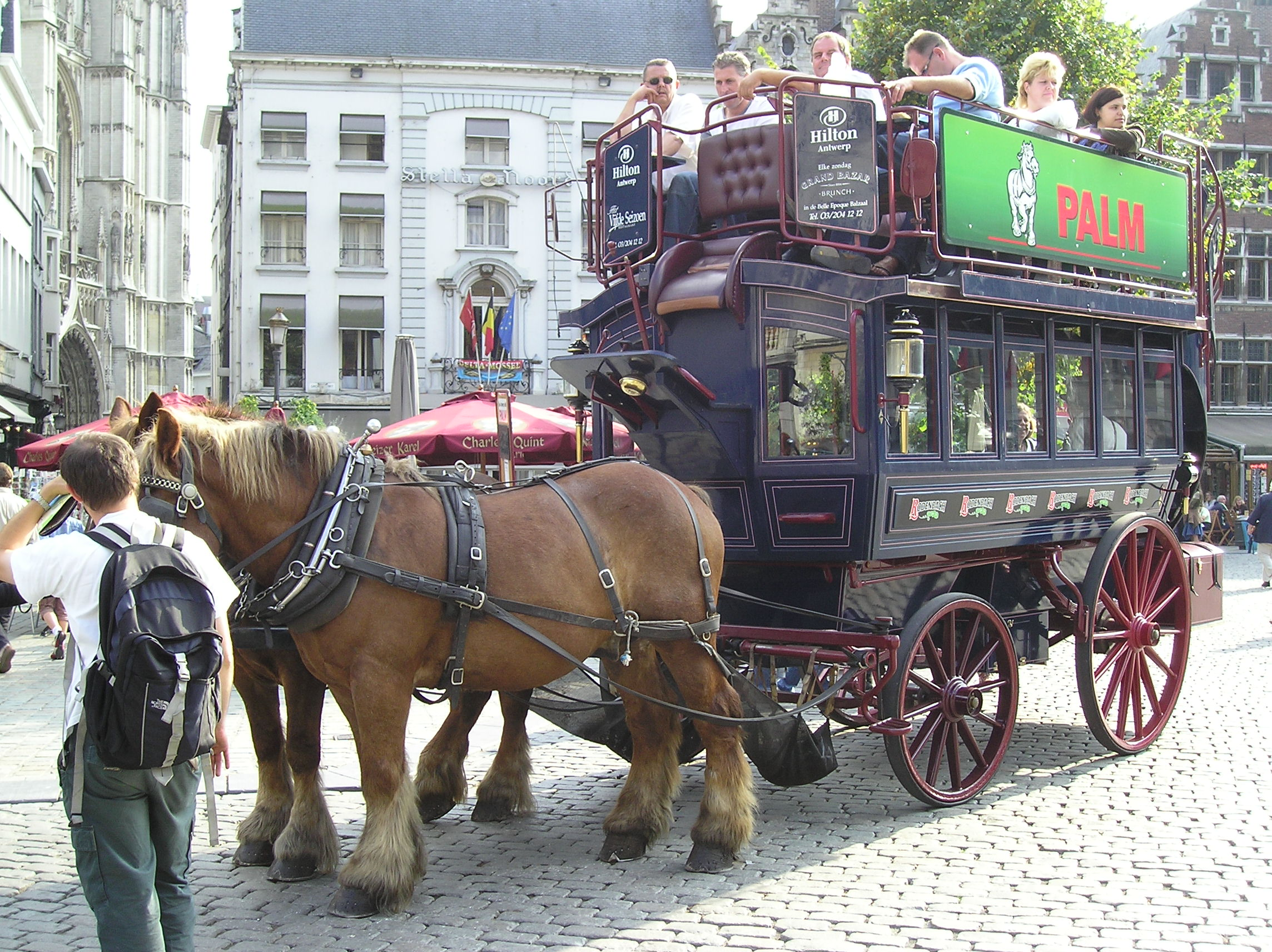

马颈圈（也被称为馬軛）是一种马具。因為牛和馬的身體不同（牛肩有一大塊肉疣，而馬沒有），所以掛上字形馬軋車之前，必須先在馬的頸部套上一個「草環」再掛上「馬軋車」。